# Cineteatro Macau

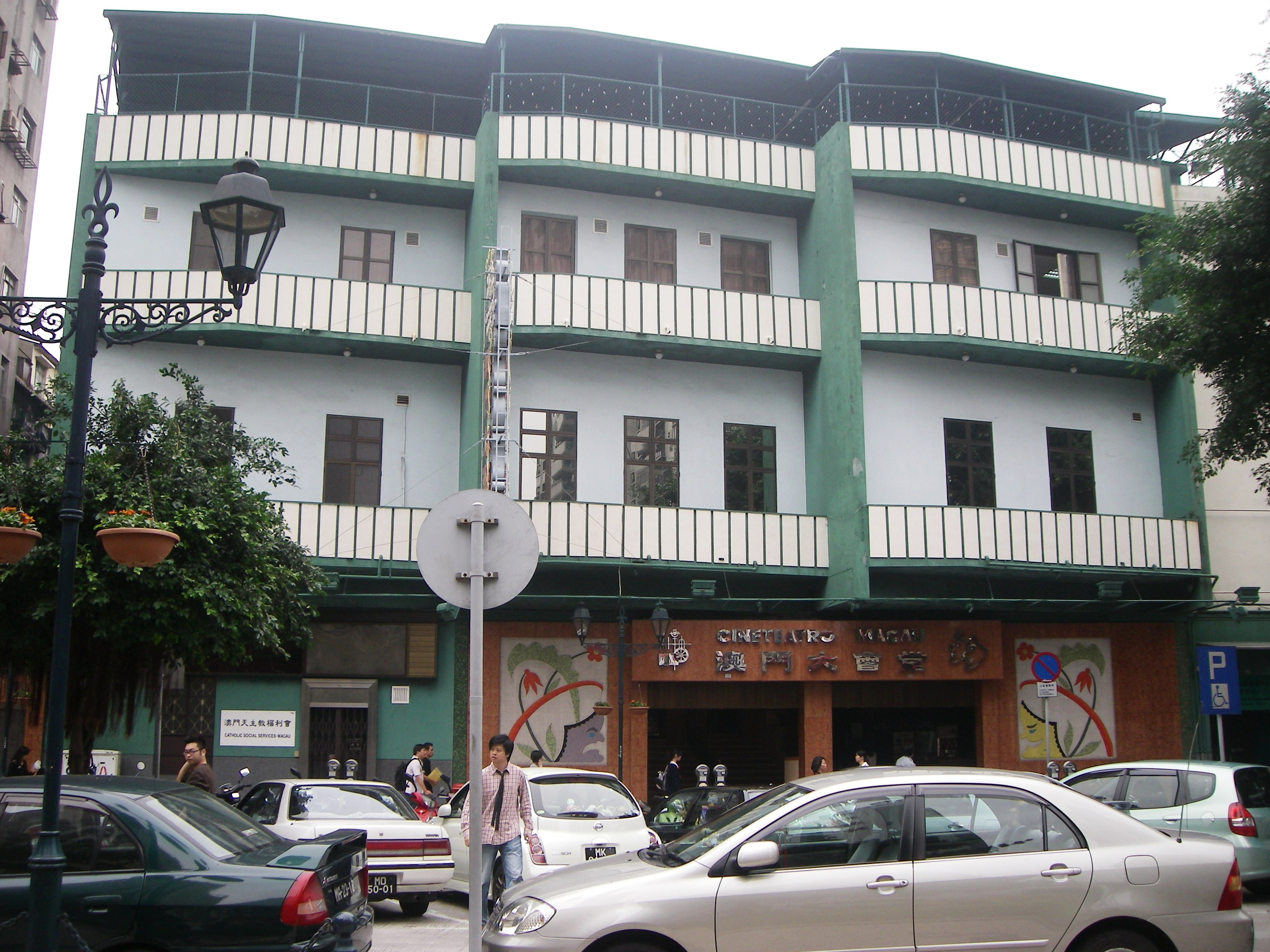
Cineteatro Macau

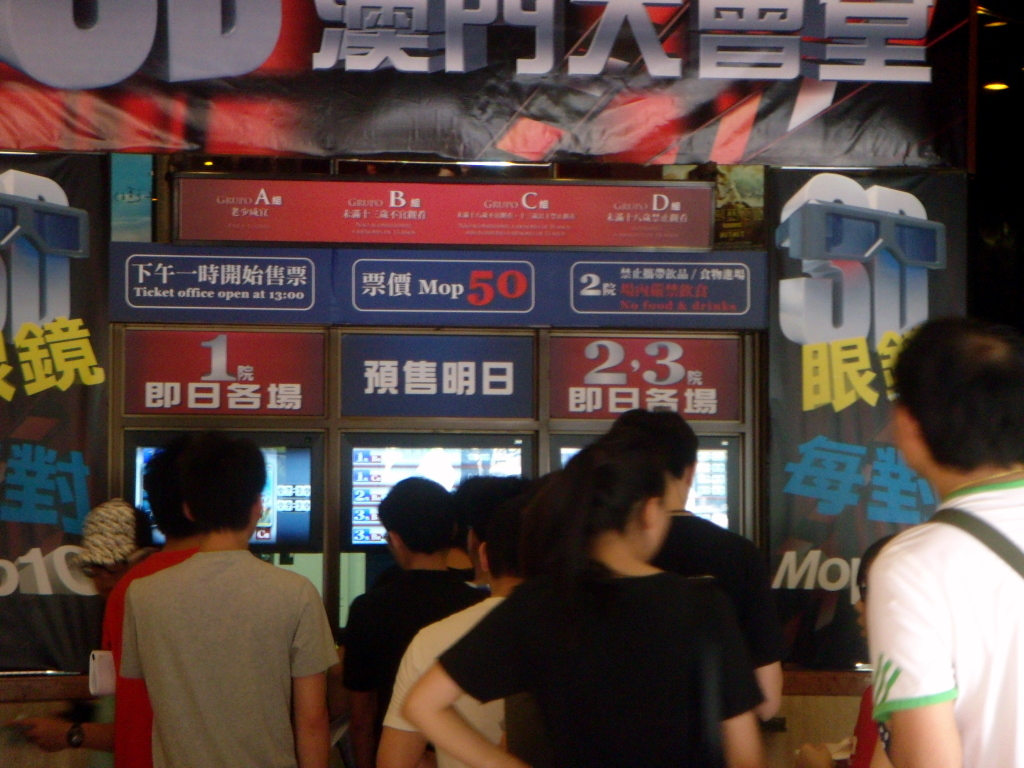
Bilheteiras de Cineteatro Macau

Cineteatro Macau  ( 澳門大會堂 ) , inicialmente chamado Cinema da Diocese, localiza-se na Rua de Santa Clara, em Macau, no sul da República Popular da China. O Cineteatro Macau é operado pelo Centro Diocesano dos Meios de Comunicação Social da  Diocese de Macau. O Cineteatro Macau é um dos quatro cinemas comerciais em Macau, apresentando principalmente filmes de Hollywood.
Além da função de cinema, as suas salas são alugadas para as escolas realizarem cerimónias de formatura ou outro tipo de espectáculos.
No dia 22 de Outubro de 2011, as salas 2 e 3 de Cineteatro Macau actualizaram-se com equipamentos de Filme 3D, sendo o primeiro cinema que exibiu um filme em 3D.